# Torras i Bages (metrostation)
Torras i Bages is een metrostation die aangedaan wordt door TMB-lijn L1. Het ligt onder Paseo de Torras i Bages, in het district Sant Andreu in Barcelona en werd in 1986 geopend. Dit station heeft het ongebruikelijke aantal van drie sporen.

## Lijn
- Metro van Barcelona L1

Hospital de Bellvitge · Bellvitge · Av. Carrilet · Rambla Just Oliveras · Can Serra · Florida · Torrassa · Santa Eulàlia · Mercat Nou · Plaça de Sants · Hostafrancs · Espanya · Rocafort · Urgell · Universitat · Catalunya · Urquinaona · Arc de Triomf · Marina · Glòries · Clot · Navas · La Sagrera · Fabra i Puig · Sant Andreu · Torras i Bages · Trinitat Vella · Baró de Viver · Santa Coloma · Fondo